# Liste der Gedenktafeln in Berlin-Malchow
Die Liste der Gedenktafeln in Berlin-Malchow enthält die Namen, Standorte und, soweit bekannt, das Datum der Enthüllung von Gedenktafeln.
Die Liste ist nicht vollständig.

## Malchow
| Bild | Name               | Standort            | Datum der Enthüllung |
| ---- | ------------------ | ------------------- | -------------------- |
|      | Wilhelm Behr       | Dorfstraße 9        |                      |
|      | Dorfkirche Malchow | Dorfstraße 38       |                      |
|      | Günther Fries      | Wartenberger Weg 4  |                      |
|      | Paul von Fuchs     | Dorfstraße 9        |                      |
|      | Max Naujocks       | Wartenberger Weg 21 |                      |